# Mossley AFC
El Mossley AFC es un equipo de fútbol de Inglaterra que juega en la Northern Premier League.

## Historia
Fue fundado en el año 1903 en la ciudad de Mossley en el condado de Gran Mánchester con el nombre Park Villa, donde solo pasaron jugando partidos amistosos. Al año siguiente cambiaron su nombre por el de Mossley Juniors y se unieron a la Stalybridge & District League. Su primer partido oficial acabó con una derrota por 1-9 ante Dunham Villa, pero en el siguiente partido vencieron a los MOssley Volunteers por 2-1. En 1907 pasa a jugar en la Dunkinfield & District League, y después en la Oldham & District League y la West End Amateur League en 1908. En 1909 pasa a llamarse renamed Mossley Association Football Club y se une a la Segunda División de la Ashton & District League. Iba de líder en la temporada 1909–10 antes de perder el play-off del campeonato por 2-3 ante el equipo reserva del Ashton St Peter's. Sin embargo, ganó la Ashton Junior Cup. La liga se redujo a una sola división al año siguiente, con el Mossley como uno de sus miembros. Es campeón de liga en 1911–12 y subcampeón los siguientes dos años, también ganó la Lady Aitken League Cup en 1913–14 venciendo en el segundo desempate al Droylsden.
Mossley volvió a ser campeón de Ashton & District League en 1914-15, y también ganó la Copa de la Liga y la Copa Junior de Mánchester. En 1915 se unieron a la Liga del Sudeste de Lancashire. Sin embargo, a pesar de liderar la liga en enero, los funcionarios del club decidieron disolverlo debido a la guerra. El club fue refundado para la temporada de 1916-17 y se unieron a la Manchester Amateur League, pero se disolvieron nuevamente en enero de 1917. El club resucitó nuevamente en diciembre de 1918 y se unió a la Manchester Section of the Lancashire Combination para la temporada truncada de 1919. pasando a terminar como subcampeones. En 1919 el Mossley pasó a ser uno de los miembros fundadores de la Liga del condado de Cheshire., terminando como subcampeón de liga y perdiendo la final de la Copa de la Liga en la temporada 1919-20. Ganaron la Copa de la Liga la temporada siguiente. En 1933–34 el club ganó la Copa Junior de Manchester por segunda vez. Posteriormente ganaron el Manchester Shield en 1937-1938.
Después de la Segunda Guerra Mundial, el Mossley terminó último en la liga en 1945–46. La temporada 1949–50 vio al club llegar a la primera ronda de la FA Cup por primera vez. Después de vencer a Witton Albion FC por 1-0, perdieron 0-3 ante el Nuneaton Borough en una repetición de la segunda ronda. En 1960–61 el club ganó la Copa de la Liga y la Copa Intermedia de Mánchester, ganando este último trofeo nuevamente en 1966–67 y 1967–68. Llegaron a la primera ronda de la FA Cup nuevamente en la temporada de 1969–70, perdiendo 0-1 ante el Stockport County FC en una repetición, antes de terminar como subcampeones de la liga. Después de ganar la Manchester Senior Cup en 1971–72, ascendieron a la Northern Premier League. El club ganó la Senior Cup por segunda vez en 1976–77. Tiene otra aparición en la primera ronda de la FA Cup en 1977-1978, donde perdieron 0-3 ante el Rotherham United FC. Sin embargo, la temporada terminó con el club ganando el título de la Northern Premier League y la Copa de la Liga, pero no pudieron ascender a la Alliance Premier League porque su campo no cumplía con los requisitos mínimos. Posteriormente, el club fue invitado a jugar en un partido de la Non League Champion of Champions Cup al comienzo de la temporada siguiente, pero fue derrotado por los campeones de la Liga del Sur, el Worcester City FC, en dos partidos.
Mossley retuvo su título de liga en 1979–80. También llegaron a la primera ronda de la FA Cup nuevamente, perdiendo 2-5 ante el York City FC, además de llegar a la final de la FA Trophy, en el que fueron derrotados 1-2 por el Dagenham FC en el Estadio Wembley. El club derrotó a los rivales de la Football League en la FA Cup por primera vez la temporada siguiente, venciendo al Crewe Alexandra FC por 1-0 antes de perder 1-3 en casa ante el Mansfield Town FC en la segunda ronda. Pasaron a terminar como subcampeones de la liga, que repitieron en cada una de las siguientes dos temporadas, además de hacer más apariciones en la primera ronda de la FA Cup que terminaron en la derrota ante Stockport FC y Huddersfield Town AFC. Aunque el club llegó a la primera ronda de la FA Cup nuevamente en 1983–84 (donde perdieron ante Darlington FC por 0-5), también terminó último en la Northern Premier League, marcando el final de su período de éxito.
La Northern Premier League pasó a ser de segunda división en 1987, y Mossley se convirtió en miembro de la Premier Division. Ganaron la Copa de la Liga y la Copa Premier de Mánchester en 1988–89, antes de ganar el Challenge Shield de la liga en 1989–90 y la Copa Premier de Mánchester en 1990–91. Sin embargo, el club fue relegado a la División Uno al final de la temporada 1992–93, y luego terminó último en la División Uno en 1994–95, lo que resultó en el descenso a la División Uno de la Liga de los Condados del Noroeste (que había sido formado por la fusión de la Liga del Condado de Cheshire y la Combinación de Lancashire en 1982). Fueron subcampeones de la División Uno en 1998–99 y ganaron la Copa de la Liga en 2002–03, antes de terminar como subcampeones en la División Uno nuevamente la temporada siguiente, ganando el ascenso a la División Uno de la Northern Premier League.
El Mossley fue campeón de la División Uno en 2005-06 y ascendieron a la Premier Division. Sin embargo, fueron relegados al final de la temporada siguiente, momento en el que el club fue colocado en la División Uno Norte. El club ganó la Manchester Premier Cup en 2011-12 y la retuvo la temporada siguiente, en la que también el club terminó quinto en la liga, clasificándose para los play-offs de ascenso. Sin embargo, fueron derrotados 0-1 por el Cammell Laird 1907 FC en las semifinales. El club volvió a ganar la Premier Cup en 2014-15 y 2015-16.

## Palmarés
- Northern Premier League: 2

1978–79, 1979–80
- Northern Division One: 1

2005–06
- Northern Challenge Cup: 2

1978–79, 1988–89
- Northern Challenge Shield: 1

1989–90
- North West Counties League Cup: 1

2002–03
- Cheshire County League Cup: 2

1920–21, 1960–61
- Ashton & District League: 2

1911–12, 1914–15
- Ashton & District League Cup: 1

1913–14
- Manchester Premier Cup: 6

1988–89, 1990–91, 2011–12, 2012–13, 2014–15, 2015–16
- Manchester Senior Cup: 2

1971–72, 1976–77
- Manchester Shield: 1

1937–38
- Manchester Intermediate Cup: 3

1960–61, 1966–67, 1967–68
- Manchester Junior Cup: 2

1914–15, 1933–34
- Ashton Challenge Cup: 9

1921–22, 1922–23, 1929–30, 1934–35, 1948–49, 1951–52, 1953–54, 1955–56, 1961–62
- Ashton Junior Cup: 1

1909–10

## Récords
- Mejor aparición en la FA Cup: Segunda ronda, 1949–50, 1980–81
- Mejor aparición en el FA Trophy: Finalista, 1979–80
- Mejor aparición en la FA Vase: Cuartos de final, 1996–97, 1999–2000, 2002–03
- Asistencia récord: 6640 vs Stalybridge Celtic, Cheshire County League, 1946[3]
- Mayor victoria: 9–0 vs Urmston, Manchester Shield, 1947[3]
- Peor derrota: 2–13 vs Witton Albion, Cheshire County League, 1926[3]
- Más apariciones: Jimmy O'Connor, 613 (1972–1987)[11]
- Más goles: David Moore, 234 (1974–1983)[11][12]
- Más goles en una temporada: Jackie Roscoe, 58 (1930–31)[3]
- Mayor venta: 25 000 £ del Everton por Eamonn O'Keefe, 1979[1]
- Mayor compra: 2,300 £ al Altrincham por Phil Wilson, 1980[1]